# 足代村
足代村（あしろそん）は、徳島県三好郡にあった村。現在の東みよし町足代にあたる。

## 地理
- 河川 ： 吉野川、黒川原谷川

## 歴史
- 1889年（明治22年）10月1日 - 町村制の施行により、近世以来の足代村が単独で自治体を形成。
- 1955年（昭和30年）3月21日 - 昼間町と合併して三好町が発足。同日足代村廃止。

## 交通

### 道路
現在は旧村域に徳島自動車道の吉野川サービスエリアが所在するが、当時は未開通。